# Hisbollah
Die Hisbollah (arabisch حزب الله Hizbullah, DMG Ḥizb Allāh ‚Partei Gottes‘, auch Hezbollah, Hizbollah oder Hizb-Allah geschrieben) ist eine islamistisch-schiitische Partei und terroristische Organisation im Libanon, die sich hauptsächlich durch Unterstützung seitens Irans und durch eigene kriminelle Geschäfte finanziert. Als „Staat im Staat“ kontrolliert die Hisbollah den Libanon über ihre Miliz nicht nur militärisch, sondern über ihre Partei auch politisch. Für den Libanon ist die Hisbollah militärisch bedeutsamer als die Streitkräfte des Libanon, die sich selbst als Unterstützer der Hisbollah sehen. Allerdings ging die Organisation aus den letzten Auseinandersetzungen mit Israel von 2023 bis 2024 deutlich geschwächt hervor und hat an militärischer und politischer Macht im Libanon eingebüßt. Die Hisbollah wird von vielen Ländern, darunter auch Deutschland, als Terrororganisation bezeichnet. Sie ist in Großbritannien, Japan, Kanada, den Niederlanden, den USA, seit April 2020 in Deutschland und seit Mai 2021 in Österreich verboten.
Die Hisbollah entstand ab 1982 als eine aus dem Untergrund operierende paramilitärische Organisation durch den Zusammenschluss verschiedener schiitischer Gruppen beim Widerstand gegen die damalige israelische Invasion. Die offizielle Gründung fand 1985 statt. Die Hochburgen der Organisation liegen im Süden des Libanon, in der Bekaa-Ebene sowie in Südbeirut. An ihrer Spitze stehen schiitische Gelehrte; als oberste geistliche Autorität wird der Revolutionsführer der Islamischen Republik Iran, Ali Chamene’i, angesehen. Generalsekretär und Oberbefehlshaber der Hisbollah-Milizen war von 1992 bis 2024 der im israelisch-palästinensischen Konflikt getötete Hassan Nasrallah.
Seit 1992 ist die Hisbollah auch in der libanesischen Nationalversammlung vertreten. Seitdem hat sie sich zu einem militärischen, sozialen und politischen Machtfaktor entwickelt. Sie stellt nach der Parlamentswahl 2018 mit 13 Mandaten etwa 10 % der Parlamentsabgeordneten und war schon in mehreren Kabinetten der libanesischen Regierung vertreten. Ihr unterstehen auch zivilgesellschaftliche Organisationen, wie das Islamische Gesundheitskomittee, das eigene Krankenhäuser, Ambulanzen, betreibt und das mitunter marode staatliche Gesundheitssystem ersetzt.
Die Hisbollah ist für zahlreiche Anschläge gegen die Israelischen Verteidigungsstreitkräfte (IDF) verantwortlich. Bei vielen weiteren Anschlägen gegen jüdische oder westliche, vorwiegend US-amerikanische Einrichtungen weltweit wird ihre Beteiligung angenommen. Die Gruppe unterstützte den syrischen Präsidenten Baschar al-Assad im syrischen Bürgerkrieg und zählt als Alliierte Irans in der von ihm so genannten „Achse des Widerstands“.
Mit der Zerstörung der Infrastruktur der Hisbollah durch die IDF im Herbst 2024 gilt die Hisbollah unter Experten teilweise nicht mehr als „eigenständige Miliz“, sondern als „Teil der Quds-Einheit“ (der Iranischen Revolutionsgarde).

## Geschichte

### Entstehung
Die Hisbollah entstand im Verlauf verschiedener Spaltungen der politischen Bewegungen der Schiiten im Libanon. 1974 organisierte ein schiitischer Geistlicher, Imam Musa as-Sadr, eine Bewegung der Entrechteten, die deren soziale Lage verbessern sollte.
Diese Bewegung entwickelte sich später zur wichtigsten politischen Partei des Libanon, die sich Amal nannte. Im libanesischen Bürgerkrieg von 1975 bis 1990 baute die Bewegung eine eigene Miliz auf, die Amal-Miliz. 1978 verschwand Musa as-Sadr jedoch in Libyen, und die zunächst führungslose Partei geriet unter den Einfluss Irans, wo gerade in der islamischen Revolution Schah Reza Pahlavi abgesetzt worden war. Im Verlauf des Bürgerkriegs radikalisierten sich Teile der Amal. 1981 spaltete sich die Islamische Amal ab, wenig später unter Führung von Mohammad Hussein Fadlallah die Hisbollah.
Im Jahr 1982, kurz nach dem israelischen Einmarsch in den Südlibanon, griffen nach einer vom Ajatollah Chomeini ausgerufenen Fatwa zugunsten der schiitischen Milizen iranische Truppen aktiv in den libanesischen Bürgerkrieg ein. Die etwa 1500 Pasdaran (Revolutionsgarde), die zunächst in der Scheich-Abdullah-Kaserne in Baalbek stationiert waren, sollten die islamische Revolution nach iranischem Vorbild in den Libanon exportieren (Revolutionsexport). Sie organisierten sich in der Bekaa-Ebene nahe der syrischen Grenze, wo die ersten Ausbildungslager der Pasdaran errichtet wurden. Die iranischen Kämpfer, die sich von nun an Hisbollah nannten, was namentlich an die sogenannten Hezbollahi (Chomeini-Anhänger) während der iranischen Revolution angelehnt ist, rekrutierten nach Vorbild der freiwilligen Miliz der Basidsch meist junge Libanesen zu Guerilla-Einsätzen und Himmelfahrtskommandos. Aus ihnen bildeten sich die Gruppen, die später in der Hisbollah aufgingen. Sie rekrutierten sich überwiegend aus ehemaligen Mitgliedern der schiitischen Amal-Miliz und aus mehreren kleineren Gruppen wie der Houssein Suicide Squad, Dschundollah (Armee Gottes), der Islamischen Studenten-Union und Mitgliedern der libanesischen Dawa-Partei. Zu den ersten Gründern und Aktivisten der Organisation gehörte der Vorbeter Raghib Harb (gestorben 1984) aus Jibsheet im Südlibanon, der gegen die israelische Besatzung und den Zionismus predigte.
An der Formierung, Finanzierung und Gründung der erst 1985 offiziell unter dem Namen Hisbollah in Erscheinung getretenen Organisation waren die ersten Kommandeure der Iranischen Revolutionsgarde Abbas Zamani (Abu Scharif ) und Mostafa Tschamran, der sich zuvor an der Ausbildung der Amal-Miliz und den ersten Kämpfen beteiligte, sowie die Ajatollahs Ali Akbar Mohtaschami und später Ali-Reza Asgari als Koordinatoren aktiv beteiligt.
Ab 1985 kam es zu schweren Kämpfen zwischen der von Iran unterstützten Hisbollah und der Amal, die wiederum von Syrien unterstützt wurde. Die Amal hatte zuvor mit schweren Waffen die palästinensischen Flüchtlingslager Sabra und Schatila angegriffen und zahlreiche Zivilisten getötet. Die Hisbollah stellte diese auch oft als Massaker bezeichneten Angriffe als Grund für die Kämpfe mit der Amal dar. Es wird aber allgemein vermutet, dass Machtkonkurrenz zwischen den beiden schiitischen Milizen ein mindestens ebenso wichtiges Motiv war. Hisbollah errichtete 1985/86 zwei Stützpunkte in Baalbek and al-Hirmil in der Bekaa-Ebene und 1989/90 weitere Stützpunkte im Süden, insbesondere in Iqlīm at-Tuffāh in der Nähe von Sidon und den Palästinenserlagern. Zwischen 1988 und 1989 brachte die Hisbollah ihre großen Projekte im wirtschaftlichen, sozialen, edukativen und medizinischen Bereich zur Unterstützung bedürftiger Schiiten auf den Weg. Die Gründung von Genossenschaften, Kliniken, Apotheken, Krankenhäusern und Sportanlagen brachte ihr viele Anhänger.

### Anschläge und Entführungen in den 1980er Jahren
Im westlichen Ausland wurde die Hisbollah vor allem durch Anschläge gegen die israelische Armee bekannt. Sie betrieb Entführungen von israelischen Soldaten, Geiselnahmen und Mörser-Angriffe auf vom israelischen Militär besetztes Territorium bzw. Stellungen während dessen Besatzung des südlichen Libanons.

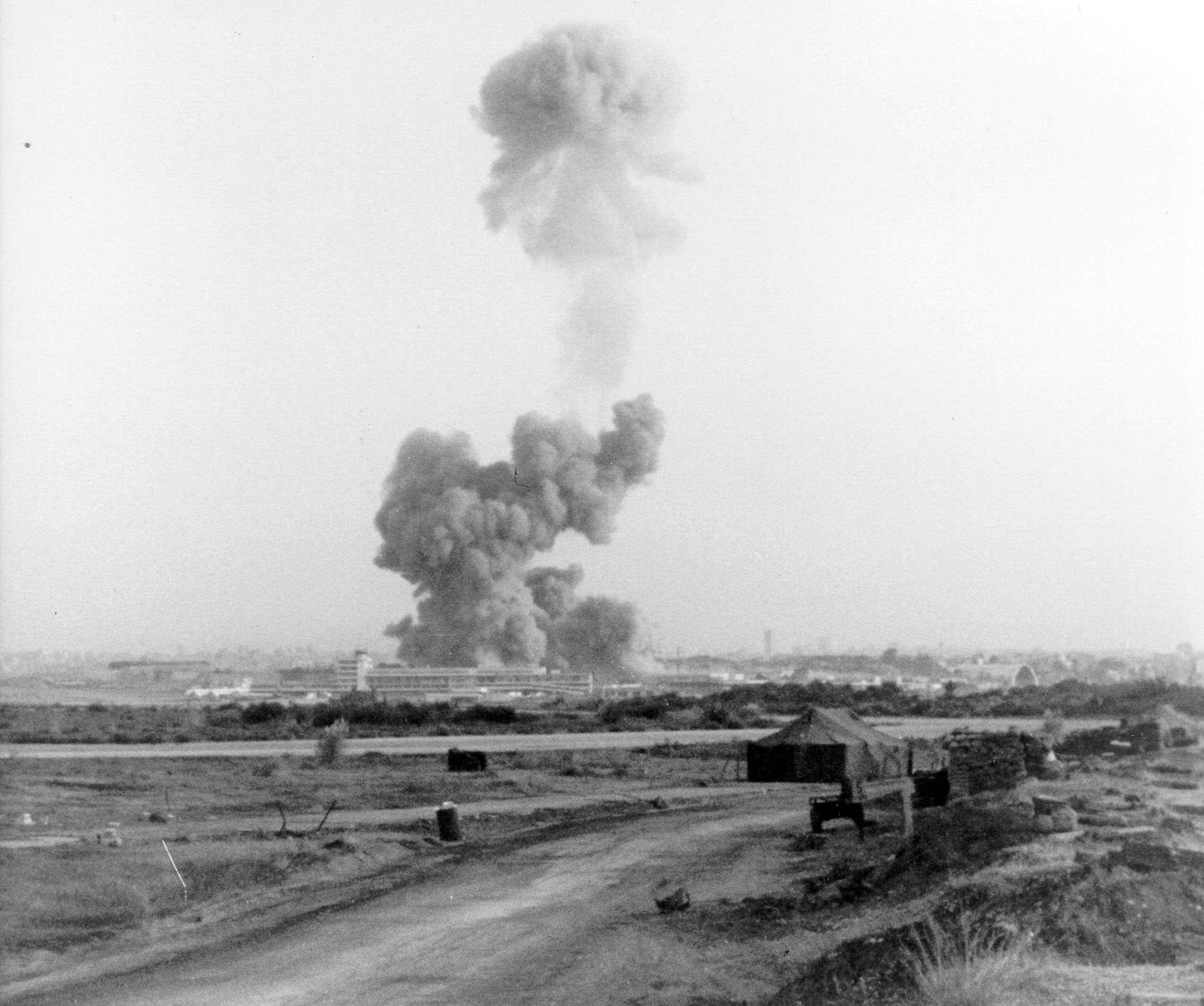
Rauchwolke nach dem Anschlag auf das US-Marines-Hauptquartier im Libanon. Von den USA wird die Hisbollah für den Anschlag verantwortlich gemacht, 23. Oktober 1983

Bei vielen weiteren Anschlägen gegen jüdische oder westliche, vorwiegend US-amerikanische Einrichtungen weltweit wird ihre Beteiligung angenommen:
- Im November 1982 sprengten zwei Selbstmordattentäter einen Kommandoposten der israelischen Armee im libanesischen Tyros in die Luft. Dabei starben 75 israelische Soldaten. Im April 1983 kamen bei einem Bombenanschlag auf die US-Botschaft in Beirut 63 Menschen ums Leben. Im folgenden Oktober wurden bei zwei nahezu parallel ausgeführten Sprengstoffanschlägen auf Einrichtungen der Multinationalen Streitkräfte im Libanon (MNF) 58 französische Fallschirmjäger und 241 US-Marines getötet. Dies waren die ersten Selbstmordanschläge im Nahen Osten. Die Gruppierung Islamischer Dschihad bekannte sich damals als Urheber der Anschläge.[33] Die Hisbollah stritt offiziell ab, für die Anschläge verantwortlich zu sein, und behauptete, die Organisation habe 1983 noch gar nicht existiert. Scheich Subhi at-Tufaili gab später jedoch zu, dass einige der ersten Mitglieder von Hisbollah tatsächlich verantwortlich seien.[34][35][36] Dies deckt sich mit Aussagen von Zeugen aus dem Jahr 2003 in einem Zivilprozess, den Hinterbliebene des Anschlags in den USA angestrengt hatten und der mit einer Verurteilung Irans zu Schadensersatzzahlungen in Milliardenhöhe endete.[37][38]
- Umstrittenen Angaben zufolge kamen 1985 und 1986 in Paris 13 französische Bürger bei Bombenattentaten der Hisbollah ums Leben.[39]
- Außerdem schlug der Fall des Hisbollah-Angehörigen und Flugzeugentführers Mohammed Ali Hamadi große Wellen, der am 13. Januar 1987 in Frankfurt am Main beim Schmuggel von Sprengstoff festgenommen werden konnte.[40]
- Hisbollah-Milizionäre waren auch 1988 an der Entführung des US-Geheimdienstoffiziers William R. Higgins beteiligt, der während seiner Gefangenschaft zu Tode gefoltert wurde.[41]

Mutmaßlicher Drahtzieher vieler dieser Terroranschläge war Abbas al-Musawi (um 1952–1992), der Vorgänger Nasrallahs, Chef des militärischen Flügels. Er wurde bei einem israelischen Hubschrauberangriff im Südlibanon am 16. Februar 1992 mit seiner Frau, seinem Sohn und vier weiteren Personen getötet. Eine weitere Person, die für zahlreiche Anschläge und Entführungen verantwortlich gemacht wird, war Imad Mughniyah (1962–2008), Mitbegründer und Geheimdienstchef der Hisbollah. Er kam selber später bei einem Anschlag ums Leben.

### Als antiisraelische Miliz und Partei nach Ende des Libanesischen Bürgerkriegs
Als einzige libanesische Miliz verweigerte die Hisbollah 1989 nach dem Abkommen von Taif die Rückgabe ihrer Waffen. In den innerlibanesischen Verhandlungen seit Ende des Bürgerkrieges wurde ihr dies vorläufig mit der Begründung zugestanden, dass der Zweck ihrer Gründung, die Beendigung der israelischen Besatzung, noch nicht erfüllt sei. Obwohl die Hisbollah dem Abkommen von Taif reserviert gegenüberstand, entschied sich ihre Führung 1991/92, zukünftig an politischen Wahlen teilzunehmen. Dies hatte auch damit zu tun, dass die Amal zu dieser Zeit wegen ihrer nachgiebigen Haltung gegenüber Israel an Popularität verloren hatte. Bei den Parlamentswahlen von 1992 gewann die Hisbollah acht Sitze, vier für Baalbek, einen für den Libanonberg, einen für Beirut und zwei für den Süden. Nach diesem Erfolg änderte sich auch die soziale Zusammensetzung der Organisation: Während vorher die schiitische Unterschicht ihre Hauptstütze war, wurde sie danach zunehmend auch bei schiitischen Geschäftsleuten beliebt, die sie als ein geeignetes Mittel für die politische Repräsentation betrachteten. In den späten 1990er Jahren wurden Ingenieure zur wichtigsten Berufsgruppe innerhalb der Hisbollah, und auch die meisten Händler der südlichen Vorstadt von Beirut traten der Partei bei. Außerdem kam es zur Aussöhnung mit der Amal-Miliz. Ihre politischen Flügel arbeiten seitdem eng zusammen und bilden sogar gemeinsame Wahllisten.
Im westlichen Ausland machte sich die Hisbollah in den 1990er Jahren vor allem als Terrororganisation einen Namen. 1992 verübte sie einen Anschlag auf die israelische Botschaft in der argentinischen Hauptstadt Buenos Aires, bei dem 22 Menschen starben. Der Anschlag war eine Reaktion der Hisbollah auf die Tötung ihres Generalsekretärs des militärischen Flügels der Hisbollah Abbas al-Musawi, der einen Monat zuvor bei einem israelischen Hubschrauberangriff im Südlibanon getötet worden war.
1994 erfolgte ein weiteres Attentat, gleichfalls in Argentiniens Hauptstadt. Bei diesem Anschlag auf ein jüdisches Zentrum starben 85 Menschen. Aus diesem Grund erhoben argentinische Staatsanwälte im Oktober 2006 Anklage gegen den ehemaligen Hisbollah-Auslandssicherheitschef Imad Fajes Mughnieh sowie den iranischen Ex-Präsidenten Ali-Akbar Haschemi Rafsandschani. Außerdem wurde die Hisbollah in den 1990er Jahren als Unterstützer der Ausbildung von Guerilla-Kämpfern in Nordalbanien bekannt.
Um den Beschuss Nordisraels durch die Hisbollah zu beenden, setzten im April 1996 die israelischen Streitkräfte die Operation Früchte des Zorns in Gang. Als Reaktion darauf mussten etwa 200.000 Schiiten aus dem Gebiet fliehen. 1997 startete Subhi at-Tufaili, ehemaliger Generalsekretär der Hisbollah, der sich vom moderateren Flügel unter Nasrallah abgespalten hatte, in der Bekaa-Ebene unter dem Namen „Revolution der Hungrigen“ (ṯaurat al-ǧiyāʿ) eine Kampagne zum zivilen Ungehorsam gegen die Regierung von Rafiq al-Hariri durch, die sich gegen dessen Wirtschaftspolitik richtete. 1998 hatte er bewaffnete Auseinandersetzungen sowohl mit der libanesischen Armee als auch mit der Hisbollah.

### Rückzug Israels aus dem Südlibanon als „Sieg“ der Hisbollah
In den späten 1990er Jahren verfolgte Hasan Nasrallah einen ehrgeizigen Plan gegen die israelische Armee, der im Mai 2000 zum Rückzug Israels aus dem Südlibanon führte. Die Hisbollah feierte dieses Ereignis als „ihren“ Sieg. Nach dem Ende des Bürgerkriegs und dem Rückzug der israelischen Streitkräfte aus dem Südlibanon im Mai 2000 griff die Hisbollah wiederholt Militärstützpunkte in Nordisrael und auf den von Israel besetzten Golanhöhen und Schebaa-Farmen an. Diese lagen ursprünglich auf syrischem Territorium und wurden im Sechstagekrieg 1967 von Israel annektiert. Syrien gibt vor, diese Gebiete inzwischen an den Libanon abgetreten zu haben. Dabei sind bis zum Ausbruch des Libanonkrieges 2006 14 israelische Soldaten, 7 Zivilisten und ein UN-Soldat getötet, sowie 7 Menschen entführt worden.
Am 29. Januar 2004 konnte nach mehrjährigen Verhandlungen zwischen Israel und der Hisbollah unter Vermittlung des BND ein Gefangenenaustausch erzielt werden, bei dem auch die sterblichen Überreste dreier israelischer Soldaten übergeben werden konnten. Teile der Übergabe fanden am Flughafen Köln/Bonn statt.

### Festigung der Position als Schiiten-Partei
Um die Mitte des neuen Jahrzehnts erweiterte die Hisbollah ihre politische Agitation und konnte größere Zustimmung bei der Bevölkerung gewinnen, so dass sie ein fester Bestandteil der libanesischen Parteienlandschaft wurde. Bei der Parlamentswahl 2005 gewann sie 14 Sitze im libanesischen Parlament, die verbündete Amal 9. Die Unterstützung der Palästinenser ist seit der Gründung der Hisbollah ein wichtiger Bestandteil ihres Programms.
Die nach der Ermordung von Rafiq al-Hariri im Jahre 2005 gebildete Allianz des 14. März, die von den USA und der EU unterstützt wurde, versuchte die Hisbollah zur Abgabe ihrer Waffen zu zwingen. Die Schutzmacht der libanesischen Sunniten, Saudi-Arabien, trug zur Finanzierung dieser Allianz bei. In Jordanien sollen sunnitische Kämpfer ausgebildet worden sein. In dieser Situation intensivierte die Hisbollah ihr Bündnis mit ihrem früheren Widersacher Nabih Berri, dem Vorsitzenden der Amal-Miliz. Im Februar 2006 schloss die Hisbollah außerdem ein Bündnis mit der Partei Freie Patriotische Bewegung des christlichen Politikers Michel Aoun. Auf diese Weise entstand die sogenannte Allianz des 8. März.

### Libanonkrieg 2006

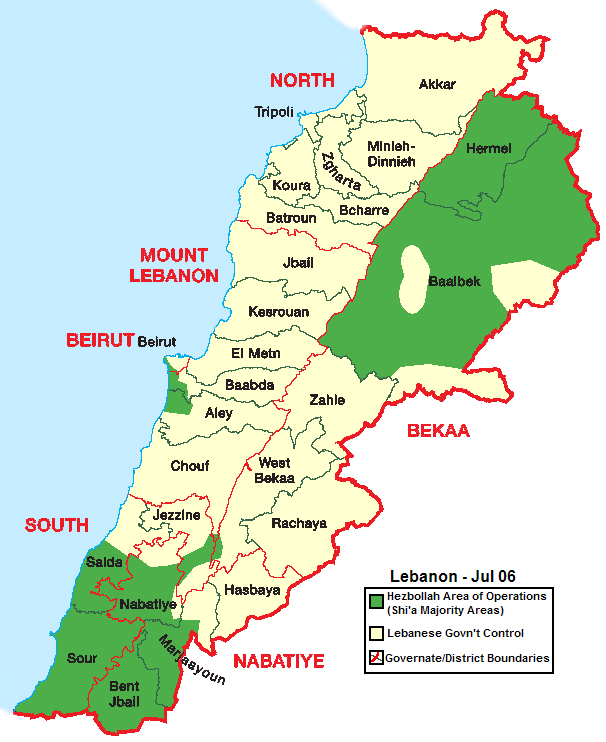
Die von der Hisbollah kontrollierten Gebiete im Juli 2006

Die Entführung zweier israelischer Soldaten am 12. Juli 2006 löste heftige Militärschläge Israels gegen den Libanon aus. Der Zwischenfall ereignete sich an der Grenze zwischen Israel und dem Libanon. Die Umstände sind zwischen den Konfliktparteien strittig. Nach Angaben der libanesischen Polizei geschah es nahe Aita Al-Schaab auf libanesischem Territorium. Angehörige der Hisbollah seien dort einer Gruppe israelischer Soldaten begegnet. Diese seien mit einem Panzerfahrzeug auf libanesisches Gebiet vorgedrungen. Acht Israelis wurden getötet, zwei gefangen genommen. Nach Angaben des israelischen Fernsehens hingegen geschah es auf israelischem Gebiet. Eine Gruppe der Hisbollah sei dorthin vorgedrungen, habe acht israelische Soldaten getötet und zwei entführt. Laut Amnesty International beging die Hisbollah in diesem Krieg Völkerrechtsbruch, als sie „vorsätzlich Zivilpersonen und zivile Objekte in Israel anvisiert oder nicht zwischen militärischen und zivilen Zielen“ unterschied.
Israel sah dies als kriegerischen Akt und reagierte mit militärischen Schlägen. Bei diesen wurden auch zahlreiche Zivilisten getötet, von denen eine nicht geringfügige Anzahl der Hisbollah nach israelischen Angaben allerdings als menschliche Schutzschilde gedient haben soll. Infolge der UN-Resolution 1701 trat am 14. August um 7:00 Uhr MESZ ein Waffenstillstand in Kraft, mit dem der Krieg beendet wurde.
Nach dem Ausbruch des Libanonkrieges 2006 hat der UN-Koordinator für humanitäre Hilfe, Jan Egeland, der Hisbollah darüber hinaus vorgeworfen, „sich feige unter Frauen und Kinder zu mischen“ und dadurch die hohen zivilen Opferzahlen bei den israelischen Militäraktionen mitzuverantworten.
Die Hisbollah konnte durch den Krieg ihr Bild als Widerstandsbewegung in breiten Teilen der libanesischen Bevölkerung festigen. So sprachen sich danach nicht nur sunnitische Religionsführer für sie aus, sondern sogar Christen im Libanon und in Syrien. Andere libanesische Gruppen verurteilten die „Glorifizierung“ des Todes und des Märtyrertums in der Hisbollah.

### Entmachtungsversuch der Allianz des 14. März
Als klar wurde, dass die Regierung von Fuad Siniora (Juli 2005 – Juli 2008) den Beschluss des UN-Sicherheitsrats zur Entwaffnung der Hisbollah durchsetzen und ein internationales Tribunal abhalten wollte, hielten die Islamisten und ihre Alliierten im Dezember 2006 in Beirut ein Sit-in ab, das mehr als 800.000 Libanesen anzog. Die Regierung verzichtete daraufhin auf die gewaltsame Entwaffnung der Hisbollah.
Im Februar 2008 wurde Imad Mughniyya, Kommandeur und Mitbegründer der Hisbollah, bei einem durch die CIA in Zusammenarbeit mit dem Mossad initiierten Autobombenanschlag getötet.
Im Frühjahr 2008 versuchte die Allianz des 14. März mit Unterstützung der Regierung und der USA, das von der Hisbollah errichtete Telekommunikationsnetz zu zerstören und eine Entlassung des Sicherheitschefs des Beiruter Flughafens, dem Beziehungen zu Hisbollah vorgeworfen wurden, zu erwirken. Daraufhin besetzten Milizionäre der Hisbollah den Westteil Beiruts. Im Schuf-Gebirge und im nordlibanesischen Tripolis kam es zu Kämpfen mit mehr als 100 Toten. Erst ein Eingreifen der Armee konnte die Krise beilegen.

### Rolle im syrischen-, irakischen-, und jemenitischen Bürgerkrieg (ab 2011)
Im syrischen Bürgerkrieg flohen zehntausende Syrer in den Libanon. Im April 2013 bestätigte Nasrallah in einer Fernsehansprache zum ersten Mal den Einsatz von Hisbollah-Kräften im syrischen Bürgerkrieg auf Seiten der Regierungstruppen. Er begründete dies mit Attacken von syrischen Aufständischen auf libanesische Grenzdörfer und kündigte Vergeltung für den Fall an, dass der schiitische Sayyida-Zeinab-Schrein in Damaskus beschädigt würde. Walid Dschumblat, der drusische Vorsitzende der libanesischen Sozialistischen Fortschrittspartei (PSP), warf der Hisbollah vor, mit der Unterstützung des syrischen Regimes einen eklatanten Fehler „auf ethischer wie auf politischer Ebene“ zu begehen. Dschumblat fordert Waffenlieferungen an die in der Freien Syrischen Armee organisierten Aufständischen.
Im Jemen und im Irak war die Hisbollah daran beteiligt, Milizen auszubilden und sich somit am Bürgerkrieg im Irak 2013–2017 und am Bürgerkrieg in Jemen zu beteiligen.
Im Januar 2015 griff die Hisbollah mit einer vom libanesischen Staatsgebiet abgefeuerten Panzerabwehrrakete ein Fahrzeug der Israelische Verteidigungsstreitkräfte an, wobei zwei Soldaten getötet und mindestens weitere sieben verletzt wurden. Nach Erkenntnissen der bulgarischen Behörden soll die Hisbollah auch hinter dem in Burgas (Bulgarien) verübten Selbstmordanschlag vom 18. Juli 2012 stecken. Dabei kamen fünf israelische Touristen sowie der bulgarische Fahrer ums Leben. Außerdem wurden 30 Menschen verletzt. Laut dem früheren bulgarischen Innenminister Zwetan Zwetanow gehörten zwei Verdächtige, darunter der Attentäter, dem bewaffneten Hisbollah-Arm an. Die bulgarische Opposition beklagte, dass die Entscheidung, die Hisbollah bereits offiziell zu beschuldigen, unter „Druck“ gefällt worden wäre.
Im Dezember 2015 und Mai 2016 wurden die Hisbollah-Kommandeure Samir Kuntar und Mustafa Badreddine getötet.

### Rolle während der Proteste im Libanon 2019 und bei der Bildung einer neuen Regierung (2019/20)
Der Ex-Minister Hassan Diab hatte im Dezember 2019 die Mehrheit der Parlamentsabgeordneten hinter sich versammeln können und wurde beauftragt, eine technokratische Regierung zu bilden und die Finanz- und Wirtschaftskrise im Libanon zu bewältigen. Er war von der Hisbollah und anderen pro-syrischen und pro-iranischen Kräften vorgeschlagen worden, was an sich schon heikel ist, denn das Amt des Ministerpräsidenten ist im libanesischen Konkordanzsystem einem Sunniten vorbehalten, äußerte Maximilian Felsch, Politikwissenschaftler an der Haigazian-Universität in Beirut, im Deutschlandfunk. Der Hisbollah-Funktionär Scheich Mohammed Amro sagte zum Jahresende 2019, dass die Hisbollah die Bildung einer Regierung von „Spezialisten“ unterstütze: „Die Regierung muss Spezialisten einbeziehen, um die Zustimmung des Parlaments zu erhalten und ihre Arbeit angesichts regionaler und internationaler Komplikationen ausführen zu können“.
Situation nach der Tötung Qasem Soleimanis
In einer Rede, in der Hisbollah-Generalsekretär Hassan Nasrallah am 5. Januar 2020 auf die Tötung Qasem Soleimanis reagierte, nannte er das Ereignis einen Meilenstein, der zwei Zeitabschnitte in der Region trenne. Es sei nicht nur eine neue Epoche in der Geschichte Irans oder des Irak, sondern für die gesamte Region. Alle Verbündeten müssten nun zusammenarbeiten, Ziel sei die Verdrängung der amerikanischen Streitkräfte aus der gesamten Region.

### Rolle während der Covid-19-Pandemie im Libanon 2020
Im Rahmen der Covid-19-Pandemie 2020 stand die Hisbollah aufgrund ihrer engen Beziehungen zu Iran in der Kritik. Ihr wurde vorgeworfen, die libanesische Regierung davon abzuhalten, frühzeitig Einreisen aus Iran zu stoppen, als der Ausbruch des neuen Coronavirus SARS-CoV-2 in Iran bereits bestätigt war. Auf diese Weise holte die Hisbollah Pilger und Studenten aus verschiedenen Teilen Irans zurück in den Libanon und stellte diese eigenmächtig und unter Umgehung der libanesischen Gesundheitsbehörden in den von ihr kontrollierten Gebieten unter Quarantäne.
Im weiteren Verlauf versuchte die Hisbollah, ihren beschädigten Ruf zu retten, indem sie Straßen desinfizieren ließ und Nahrungsmittel an Arme ausgab. Außerdem ließ die Hisbollah das St.-Georg-Krankenhaus in Beirut für Corona-Virus-Patienten freiräumen und versprach, die Kosten für jeden dort eingelieferten Patienten zu übernehmen. Im Zuge der Pandemie verstarb mit Ali Akbar Mohtaschami der Gründer der Hisbollah.

### Terrorangriff der Hamas auf Israel 2023
Die Hisbollah begrüßte den Terrorangriff der Hamas auf Israel im Oktober 2023 und bezeichnete diesen als „heroisch“. Bei diesem Massaker drangen Terroristen der Hamas in israelische Orte und ermordeten mehr als 1200 Menschen, darunter Kinder, verschleppten über 200 Geiseln in den Gazastreifen und beschossen israelische Städte und Dörfer mit Tausenden von Raketen.
Nach den Angriffen der Hamas flammte auch der Konflikt mit Israel an der Grenze zum Libanon auf. Es kam zu einzelnen Auseinandersetzungen, bei denen auf beiden Seiten Menschen getötet wurden. Die israelische Armee richtete daher eine vier Kilometer breite Sperrzone ein.

### Tötungen hochrangiger Hisbollah-Mitglieder und Zerstörung von Infrastruktur im Jahr 2024
Im Juni 2024 wurde mit Fuad Schukr ein hochrangiges Hisbollah-Mitglied durch einen israelischen Luftangriff getötet. Nach israelischen Anschlägen auf Kommandeure der Hisbollah seit Beginn des Kriegs in Israel und Gaza im Jahr 2023 erging innerhalb der Hisbollah der Befehl, auf Mobiltelefone, die geortet werden könnten, zu verzichten und stattdessen über Pager zu kommunizieren. Im September 2024 wurden jene Pager und andere elektronische Kommunikationsmittel der Hisbollah gezielt zur Explosion gebracht, nachdem die Geräte mit Sprengstoff präpariert worden waren. Laut Angaben des libanesischen Gesundheitsministers lag die Opferzahl beider Explosionswellen bei insgesamt mindestens 37 Toten und rund 3000 Verletzten. Mit der Zerstörung der elektronischen Infrastruktur wurde es der Hisbollah unmöglich, sich zu organisieren.
Im selben Monat wurden durch einen weiteren israelischen Luftangriff die Hisbollah-Kommandeure Ibrahim Aqil und Ahmed Mahmud Wahbi getötet. Laut israelischen Militärangaben wurden neben Aqil noch mindestens 10 weitere Kommandeure bei dem Luftangriff getötet. Die israelischen Streitkräfte teilten außerdem mit, dass sich Aqil angeblich in der aktiven Planung eines großangelegten Terrorangriffs auf Israel, vergleichbar mit dem der Hamas im Oktober 2023, befand.
Im Herbst verlor die Hisbollah die Kontrolle über den Flughafen Beirut, nachdem der libanesische Transportminister Ali Hamieh, der selbst ein Mitglied der Hisbollah ist, auf diplomatischen Druck aus dem Ausland dafür gesorgt hatte, dass die libanesische Armee den Betrieb des Flughafens übernahm. So sollte ein Beschuss des Flughafens durch Israel vermieden werden.
Am 23. September 2024 bombardierte die israelische Luftwaffe eigenen Angaben zufolge rund 1.600 Stellungen der Hisbollah und eliminierte eine „große Zahl“ an Hisbollah-Mitgliedern. Nach Angaben des libanesischen Gesundheitsministeriums wurden mehr als 550 Menschen getötet und mehr als 1800 verletzt. An den darauf folgenden zwei Tagen wurden zwei Kommandeure der Hisbollah-Raketendivision und weitere Kommandeure durch einen israelischen Luftangriff getötet. Mit dem 23. September begannen die israelischen Streitkräfte (IDF) eine wochenlange Bombardierung des Libanon, das auf die Zerstörung der militärischen Infrastruktur, darunter das Waffenarsenal der Hisbollah, abzielte. Am 27. September griff das israelische Militär das Hisbollah-Hauptquartier in Beirut mit bunkerbrechenden Bomben an. Dabei wurde Hassan Nasrallah, der die Hisbollah seit dem Jahr 1992 geführt hatte, sowie der Kommandeur Ali Karki und weitere Hisbollah-Kommandeure getötet. Somit waren bis Ende September 2024 mindestens 21 der ranghöchsten Hisbollah-Kommandeure tot. Am 30. September begann die IDF eine Bodenoffensive in den südlichen Libanon, mit dem selbsterklärten Ziel, die Hisbollah aus dem Südlibanon und Südostlibanon, bis hinter den Fluss Litani zu verdrängen und den aus dem Norden Israels evakuierten 60.000 Israelis die Rückkehr in ihre Häuser ermöglichen bzw. der Bevölkerung in Israel ein sicheres Leben nahe der Grenze zu garantieren.
Mit der Zerstörung der Infrastruktur der Hisbollah durch die IDF gilt die Hisbollah unter Experten teilweise nicht mehr als „eigenständige Miliz“, sondern als „Teil der Quds-Einheit“ (der Iranischen Revolutionsgarde). So bat die Hisbollah die Quds-Einheit seit den israelischen Angriffen mehrmals um Beistand. Daraufhin begab sich mit Esmail Qaʾani der Anführer der Quds-Einheit in den Libanon. Nach einem israelischen Luftangriff am 3. Oktober auf einen Vorort von Beirut fehlt von Qaʾani und Haschem Safi al-Din, der als möglicher Nachfolger von Hassan Nasrallah gehandelt worden war, jede Spur. Ende Oktober wurde Naim Kassim, der bereits nach dem Tod von Safi al-Din die Führung der Hisbollah interimsweise übernommen hatte, neuer Generalsekretär der Hisbollah. Am 21. Oktober bombardierte die IDF nach eigenen Angaben Filialen einer von der Hisbollah gegründeten Schattenbank in Beirut.

## Organisationsstruktur und Ideologie

Organisationsstruktur der Hisbollah (Stand 2008 oder früher)

### Zentrale Führungsstruktur
Die Hisbollah hat mehrere tausend Mitglieder. Sie bildet sich einerseits aus einer politischen Partei („Hizb Allah“ bedeutet „Partei Gottes“), andererseits unterhält sie eine paramilitärische Miliz. An der Spitze der Partei steht der aus 200 Kadern bestehende Zentralrat (al-maǧlis al-markazī), der alle drei Jahre den aus sieben Mitgliedern bestehenden Konsultativrat (maǧlis aš-šūrā) wählt. Er ist das höchste Entscheidungsgremium in der Organisation und unterhält sieben Unterkomitees. Derzeitige Mitglieder sind Generalsekretär, Naim Kassim (* 1953), stellvertretender Generalsekretär, Muhammad Yazbik, Saiyid Hāschim Safī ad-Dīn, Saiyid Ibrāhīm Amīn as-Saiyid, Hāddschi Muhammad Raʿd und Hāddschi Husain Chalīl.
Um der erhöhten parlamentarischen Vertretung der Partei gerecht zu werden, hat die Hisbollah seit 1989 ein Politbüro. In diesem sind sowohl Mitglieder des Konsultativrats als auch Parlamentsabgeordnete der Hisbollah vertreten. Ibrahim al-Amin, Vorsitzender des Politbüros, ist offizieller Sprecher der Hisbollah-Fraktion im Parlament. In der seit dem 21. Januar 2020 amtierenden Regierung Diab ist die Hisbollah mit den zwei Ministern Hamad Hassan (Gesundheit) und Imad Hoballah (Industrie) vertreten.

### Geistliche Führung
Als wichtigste geistliche Autorität der Hisbollah im Sinne eines Mardschaʿ at-taqlīd gilt der Führer der Islamischen Republik Iran, der Ajatollah Ali Chamenei. Er ist es auch, dem die Entscheidung überlassen wird, wenn im Konsultativrat über eine Angelegenheit keine Einigkeit erzielt werden kann. Daneben steht eine Gruppe von Geistlichen, die den Fatwas von Chamenei folgen, der Hisbollah mit Rat zur Seite.
Bis zu seinem Tod im Jahre 2010 galt auch Muhammad Hussein Fadlallah als religiöser Führer der Hisbollah. Chameneis Lavieren zwischen extremen Radikalen und gemäßigteren Kräften, früherer Tadel durch Chomeini höchstpersönlich und andere Geschehnisse, die eine eindeutige politische Verortung Chameneis für die Anhänger der Extremen nur unzureichend möglich machten, führten in der Vergangenheit zu schweren Auseinandersetzungen zwischen ihm und Fadlallah.
Bis heute wird von der Hisbollah außerdem ein nahezu messianischer Kult um die Person Ajatollah Ruhollah Chomeinis (1902–1989) propagiert, der zu Lebzeiten ideologische Führungsfigur und Gründungsvater der Hisbollah war.

### Finanzierung und Ausrüstung
Bis heute verfügt die Hisbollah über einen erheblichen Waffenbestand und verstößt damit gegen die Resolution 1559 des UN-Sicherheitsrates, die wiederum vom Libanon nicht anerkannt wird. Die Hisbollah wird, als überwiegend schiitische Organisation, offen von Iran finanziert und mit Waffen iranischer, russischer oder chinesischer Herkunft wie den iranischen Fadschr-3, den russischen Katjuschas und den im Libanonkrieg 2006 eingesetzten chinesischen Streubombenwerfern ausgerüstet. Diese gelangen in den meisten Fällen über die syrische Grenze in den Libanon, manchmal auch über den Seeweg sowie in seltenen Fällen über die Türkei. Dazu erhält sie offiziell Spendengelder aus sunnitischen Staaten, obwohl diese inoffiziell im „Kalten Religionskrieg“ mit Iran liegen. Ziel dieser Zuwendungen ist es, den „gemeinsamen Feind“ Israel durch eine permanente Bedrohung aus dem Norden abzulenken und zu schwächen.
Eine wichtige Einnahmequelle der Hisbollah ist heute der internationale Schmuggel, wobei die Terrororganisation dafür u. a. ihre langjährigen Kontakte zu muslimischen Migrantengruppen nutzt. Die Hisbollah hat dabei eine kriminelle Rolle übernommen, die früher allein der Mafia zukam. So wurde beispielsweise aus Südamerika berichtet, dass eine der Hisbollah nahestehende Gruppe libanesischer Krimineller gefälschte Güter aus Europa in eine Freihandelszone geschmuggelt hat. Anschließend wurden diese Fälschungen in Drittländer eingeschleust, um die Einfuhrzölle zu umgehen. Um Geld zu erwirtschaften, werden alle kriminellen Möglichkeiten genutzt, so gehört der Schmuggel von Diamanten, Drogen und Zigaretten ebenfalls zu den gängigen Praktiken der Organisation.
Die Hisbollah wird nachweislich von Iran mit Waffenlieferungen unterstützt, wobei die iranische Führung dies offiziell abstreitet. So gibt es Anhaltspunkte dafür, dass Iran in den 80er Jahren seinem libanesischen Stellvertreter enorme Geldbeträge überwiesen hat, die sich auf etwa 90 bis 100 Millionen Dollar pro Jahr beliefen. Im Jahr 1989 wurden diese Beträge auf 3 bis 10 Millionen Dollar pro Monat geschätzt. Diese finanzielle Unterstützung verschaffte der Hisbollah den nötigen Vorteil gegenüber anderen konfessionellen Milizen im Libanon – hauptsächlich der Amal –, welche nicht über vergleichbare finanzielle Mittel verfügten. Außerdem trugen die Mittel aus Iran erheblich zum organisatorischen Wachstum der Hisbollah bei. Die finanzielle Begünstigung durch Iran ermöglichte es der Hisbollah, ihren Kämpfern monatliche Gehälter zu zahlen, was zu einem raschen Anwachsen ihrer Kampftruppe auf etwa 7000 Kämpfer führte. Mitte bis Ende der 1980er Jahre erhielten die Kämpfer der Hisbollah etwa 300 Dollar pro Monat. Generalsekretär Hassan Nasrallah erklärte 2016, das gesamte Budget der Hisbollah stamme aus Iran.
In der deutschen Zeitunge taz ist zu lesen, Iran hätte 2006 deutlich gemacht, dass bei einer Zuspitzung des Atomkonfliktes mit dem Westen die Hisbollah als Stellvertreterarmee eingesetzt würde.
Es wird angenommen, dass die Hisbollah beträchtliche Einnahmen durch Drogenhandel sowohl im Nahen Osten als auch in Süd- und Lateinamerika erzielt. Einer Untersuchung des Abba Eban Instituts im Rahmen des Projekts Janus Initiative zufolge generiert die Hisbollah hohe Profite durch Kokainschmuggel. Die Gelder verwendet sie anschließend zur Finanzierung terroristischer Aktivitäten. Mitglieder der Hisbollah verschieben etwa 200 Millionen US-Dollar monatlich mithilfe illegaler Finanztransaktionen und Drogenschmuggel. Es wird auch berichtet, dass die Hisbollah im Dreiländereck von Brasilien, Argentinien und Paraguay aktiv ist und seit 2006 mit der Mafiaorganisation Primer Comando de la Capital (PCC) kooperiert. So gibt die Hisbollah der PCC Waffen, während Hisbollah-Mitglieder in Gefängnissen geschützt werden. Auch mit der damaligen FARC kooperierte die Hisbollah.
Die Hisbollah finanziert sich ebenfalls durch gemeinnützige Organisationen, wie beispielsweise das Projekt „Waisenkinder Libanon e. V.“, eine in Deutschland beheimatete „Wohltätigkeitsorganisation“, die sich vorgeblich um Waisenkinder im Libanon kümmert. Die Untersuchung konnte nachweisen, dass das „Projekt für Waisenkinder“ Teile der gespendeten Summen an eine Stiftung weiterleitete, die Familien von Hisbollah-Mitgliedern unterstützt, die Selbstmordanschläge begangen hatten.
Im Mai 2021 verbot der Bundesinnenminister in Deutschland die drei Vereine „Deutsche Libanesische Familie e. V.“, „Menschen für Menschen e. V.“ und „Gib Frieden e. V.“ als nur vorgeblich karitative Organisationen, in Wirklichkeit gegen den Gedanken der Völkerverständigung gerichtet. Die Vorgängerorganisationen „Waisenkinderprojekt Libanon“ (auch als „Farben für Waisenkinder“ um Spenden werbend) waren bereits 2014 verboten worden, ein vom Bundesverwaltungsgericht 2015 bestätigtes Vereinsverbot. „Die drei verbotenen Vereine sollen Spendengelder gesammelt und Patenschaften für „Märtyrer-Familien“ der Hisbollah vermittelt haben“, um die Bereitschaft zum „Kampf“ gegen Israel zu erhöhen.

### Sozialpolitisches und religiöses Engagement
Krankenhäuser, Schulen für Muslime und weitere Hilfsorganisationen und -einrichtungen stehen der Hisbollah nahe und werden von ihr finanziell getragen. Die Hisbollah begann 1982 mit der Bereitstellung von Sozialdienstleistungen, etwa zu der Zeit, als das eng mit ihr verbundene Khomeini-Hilfskomitee im Libanon gegründet wurde. Als Teil ihrer Mission, eine „Gesellschaft des Widerstands“ zu schaffen, entwickelte die Hisbollah Wohlfahrtsprogramme, um die schiitische Gemeinschaft im Libanon hinter sich zu bringen. Die libanesischen Schiiten waren vor dem Bürgerkrieg vom libanesischen Staat weitgehend an den Rand gedrängt worden, so dass sie zur Zeit der Gründung der Hisbollah praktisch von Sozialleistungen des Staats ausgeschlossen waren. Dementsprechend richtete sich der Großteil der Sozialprogramme der Hisbollah an die am stärksten gefährdeten und ärmsten Segmenten der schiitischen Gemeinschaft und bot den Familien gefallener Kämpfer Unterstützung in Form von medizinischer Versorgung, Zugang zu Bildung und Beschäftigungsmöglichkeiten. Darüber hinaus weitete die Hisbollah ihre Aktivitäten aus und setzte sich für die Verbesserung der wirtschaftlichen Existenzgrundlage der Schiiten in ländlichen Gebieten ein. Gleichzeitig sorgte sie dafür, dass öffentliche Dienstleistungen wie die Müllabfuhr in den schiitischen Vororten von Beirut nicht vernachlässigt wurden. Mit dem Ausbau ihrer Verwaltungsstrukturen diversifizierte die Hisbollah ihr gesellschaftliches Engagement und bot nun auch kostengünstige Baudienstleistungen, Gesundheitsfürsorge und Verbesserungen der Infrastruktur an. Allerdings richteten sich die Sozialdienstleistungen nicht nur an die schiitische Gemeinschaft. Während des libanesischen Bürgerkriegs gewährleistete die Hisbollah die faire Verteilung von Strom an die libanesische Bevölkerung, indem sie ihre eigenen Stromgeneratoren einsetzte. Darüber hinaus erbrachte die Hisbollah eine Vielzahl von Dienstleistungen für Bürger, die von den Widerstandsaktivitäten der Bewegung gegen Israel negativ betroffen waren. Dies diente der Sicherung des Rückhalts der Hisbollah in der libanesischen Bevölkerung, der durch die Kollateralschäden der Widerstandsaktivitäten der Bewegung gefährdet war. Ab 1983 erstattete die Hisbollah 70 % der Arztrechnungen von Zivilisten, die in Gefechten zwischen der Organisation und Israel verwundet wurden. Das soziale Engagement der Hisbollah vergrößerte die Gefolgschaft der Organisation und vermittelte gleichzeitig die politischen und religiösen Überzeugungen der Islamischen Revolution.
Auch die Familien der Hisbollah-Milizionäre werden unterstützt. Da in diesen Hilfsorganisationen und -einrichtungen auch antisemitische Propaganda betrieben und Nachwuchs rekrutiert wird, kam es wiederholt zu ausländischen Verbotsinitiativen.

### Staatsverständnis
Im Sinne ihres obersten geistlichen Führers, Mohammad Hussein Fadlallah, sieht sich die Hisbollah als Gemeinschaft aller gläubigen Muslime, die für die Verwirklichung des islamischen Staates unter der Herrschaft religiöser Rechtsgelehrter arbeitet. Das ideologische Ziel von den 1980er Jahren bis hin zur Mitte der 1990er Jahre war am iranischen Vorbild der islamischen Theokratie ausgerichtet, die stark an den sogenannten Chomeinismus angelehnt ist. Erklärtes Ziel war somit eine „islamische Revolution“ im Libanon, was noch gegenwärtig auf der Hisbollah-Flagge als Slogan Ausdruck findet. In Chomeini sah die Hisbollah den Stellvertreter des bei den imamitischen Schiiten zum Glaubensbild gehörenden Verborgenen Imams, der als Erlöser dereinst kommen werde, um die Welt zu retten. Die Hisbollah verfolgte eine panislamische Idee über alle Staatsgrenzen hinweg. 1996 erklärte Hassan Nasrallah, ein islamischer Staat könne nicht mit Gewalt eingeführt werden, sondern müsse über ein Referendum mit mindestens 90 % Zustimmung Legitimität erhalten. Als erste Institution im Libanon sprach die Hisbollah im Sinne Fadlallahs von der Gründung eines islamischen Staates in ihrer Heimat und bekannte sich offen zur Ausschaltung der dort lebenden christlichen Bevölkerung aus der Politik. Als soziale Komponente forderte die Hisbollah zudem „soziale Gerechtigkeit“, die „Befreiung des Libanon“ und den „Kampf gegen ausländische Unterdrückung“.
In ihrem Wahlprogramm von 1996 definiert die Hisbollah in sieben Punkten ihre Ziele. An erster Stelle wird der „Widerstand gegen die Besatzung“ genannt. Zweites genanntes Ziel ist das „Erreichen der Gleichheit“ und die „Gründung eines gerechten Staates“. Die anderen Punkte behandeln Themen der Wirtschaft, der Bildung, des Sozial- und Gesundheitswesens sowie der Außenpolitik. Eine islamische Theokratie ist nicht mehr Parteiziel. Stattdessen fordert die Hisbollah eine Reform des konfessionellen Systems. Ebenso wird die Freiheit der Ausübung religiöser Bräuche und Schulung anerkannt. Damit hat sich die Partei von ihrem 1985 zu Bürgerkriegszeiten veröffentlichten Programm, das sich stark an den Schriften Chomeinis orientierte, offiziell distanziert. Auch ihre Teilnahme an den ersten Parlamentswahlen nach dem Ende des Bürgerkrieges und ihre Beteiligung an der paritätisch konfessionell besetzten Regierung wurden als Zeichen für das Abrücken von einer Theokratie als Zielsetzung gewertet.

### Antisemitismus sowie Kampf gegen Israel und die USA
Die Milizen der Hisbollah sehen sich selbst, vor allem angesichts der schwachen libanesischen Armee, in der Rolle des Beschützers vor Israel. Nach dem israelischen Rückzug aus dem Südlibanon ist das erklärte Nahziel der Hisbollah die Rückgewinnung der von Israel besetzten, territorial umstrittenen Schebaa-Farmen, eines winzigen Grenzgebiets aus 14 Bauernhöfen. Der Rückzug Israels wird von der Hisbollah als unvollständig betrachtet, da der Libanon die israelisch besetzten Schebaa-Farmen als libanesisches Territorium ansieht. Die UNO betrachtet sie als syrisches Territorium, während Syrien öffentlich erklärt hat, dass es sich um libanesisches Gebiet handele.
Allerdings hat Hisbollah-Führer Hassan Nasrallah klargemacht, dass seine Organisation die Existenz eines jüdischen Staates generell nicht akzeptieren wird und bis zur angestrebten Vernichtung Israels weiterkämpfen will. So weigern sich Hisbollah-Anhänger, Israel auch nur beim Namen zu nennen, und sprechen lediglich von „dem zionistischen Gebilde“ oder „dem sogenannten jüdischen Staat“. Im Jahr 2000 erklärte Nasrallah, dieses sei eine „verdorbene Bakterie und die Mutter der List“ („corrupted bacteria and the mother of cunning“) und habe „keine andere Wahl als den Tod“ („not any choice but death“). In dieser Haltung wurde er auch von Fadlallah unterstützt, der ebenfalls das Existenzrecht Israels bestreitet, „weil der Nachbarstaat arabisches Land besetzt hält“. In ihrem zweiten politischen Manifest, das von Nasrallah im November 2009 verkündet wurde, bekräftigte die Hisbollah ihren dschihadistischen Impetus gegen Israel erneut. Der Kampf gegen Israel wird dabei mit einem Hass auf alle Juden verbunden; die Anhänger der Hisbollah differenzieren nicht zwischen dem Staat und der Religion. 2017 hielt Nasrallah eine Rede mit dem Titel „Schreibe mit Blut ‚Tod für Israel‘“, die über die sozialen Netzwerke verbreitet wurde. Im Diskurs der Hisbollah werden Juden als „Nachkommen von Affen und Schweinen“ bezeichnet und anspielungsreich der Zug nach Chaibar erwähnt, ein siegreicher Feldzug der Muslime unter Mohammed gegen jüdische Stämme. Auch die Vorstellung einer jüdischen Weltverschwörung und die ursprünglich christliche Ritualmordlegende sind Elemente des antisemitischen Diskurses der Hisbollah. Laut dem Hisbollah-Sender Al-Manar ist das Judentum „ein Projekt, das gegen die gesamte Menschheit gerichtet ist. […] Wer Israel bekämpft, verteidigt nicht nur sich selbst. Er verteidigt die gesamte Welt“. Zionismus, so der Sender, gebe es nicht, sondern nur das Judentum. Auch der Holocaust wurde auf Al-Manar geleugnet.
Die Hisbollah wurde von Israel sowie auch von den argentinischen Behörden, auf Grundlage der Ermittlungsergebnisse der Sonderermittler Alberto Nisman und Marcelo Martinez Burgos, für den Anschlag von Buenos Aires 1994 auf das jüdische Gemeindezentrum Asociación Mutual Israelita Argentina verantwortlich gemacht, bei dem 85 Menschen getötet wurden. Das höchste argentinische Strafgericht entschied im April 2024, Iran und die Hisbollah-Miliz seien für den Anschlag verantwortlich und hielt es für erwiesen, dass Iran die Tat geplant und die Hisbollah die Ausführung übernommen hatte. Der Angriff sei eine Vergeltung dafür gewesen, dass Argentinien ein Abkommen über eine nukleare Kooperation mit Teheran gekündigt hatte.
Die Hisbollah engagiert sich für die Palästinenser. So stimmten im August 2009 ihre Abgeordneten im libanesischen Parlament für eine Aufhebung staatlicher Gesetze, die die palästinensischen Flüchtlinge im Libanon diskriminieren, wobei sie ihr Recht zu arbeiten und staatliche Sozial- und Gesundheitsfürsorge zu erhalten, betonten.
Ein wesentlicher Baustein, seine Ziele zu erreichen, war für Fadlallah auch die Zurückdrängung des amerikanischen Einflusses. Fadlallah lehnte es aber offiziell ab, den islamischen Kampf in den USA fortzusetzen, wie dies bei den Terroranschlägen am 11. September 2001 in New York geschah. So verurteilt er die Angriffe von al-Qaida als „nicht mit der Scharia […] und dem wahren islamischen Dschihad vereinbar“. Für den Schiiten Fadlallah sind die Kämpfer der sunnitisch geprägten al-Qaida keine Märtyrer, sondern „bloße Selbstmörder“. Im Mai 2002 gab Fadlallah aber ein islamisches Rechtsgutachten (Fatwa) heraus, das zum Boykott von amerikanischen Produkten aufrief. Eine weitere von ihm ausgestellte Fatwa vom 12. August 2002 verbot den Muslimen, an einem eventuellen Militärschlag der Vereinigten Staaten gegen den Irak teilzunehmen.

### Medien
Mit Al-Manar-TV betreibt die Hisbollah seit 1991 einen eigenen regionalen Fernsehsender, der in ganz Libanon empfangen werden kann und täglich 18 Stunden sendet. Seit dem Jahr 2000 verfügt sie auch über eine Satellitenstation, über die ein 24-stündiges Programm in die ganze Welt übertragen wird, nach Europa über den französischen Satelliten Hot Bird 4. Jedoch sperrte die französische Rundfunkbehörde den Empfang im Dezember 2004 insbesondere wegen antisemitischer Aufrufe zu Hass und Gewalt. Dabei bezog man sich insbesondere auf die 2003 ausgestrahlte, mehrteilige Fernsehserie „al-Schatat“ (Diaspora). Diese basiert auf den Protokollen der Weisen von Zion, einer antisemitischen Verschwörungstheorie. Die Sendezentrale wurde am 13. Juli 2006 von der israelischen Luftwaffe angegriffen und teilweise zerstört. Auch in Deutschland gilt seit 2008 ein Betätigungsverbot für Al-Manar.
Zudem erhielt der Fernsehsender von Iran umfangreiche Finanzmittel in Höhe von etwa 1 Million Dollar jährlich, eine Zahl, die im Jahr 2002 auf 15 Millionen Dollar gestiegen war. Im Jahr 2001 wurde Al-Manar sogar nach Al-Jazeera zum zweitmeistgesehenen Fernsehsender im Nahen Osten. Al-Manar ist für die Hisbollah von besonderer Bedeutung, da der Sender der Organisation bei der Verbreitung ihrer politischen Ideale und ihrer religiösen Ideologie „durch Sendungen, Dokumentarfilme und Spiele zu den Themen Widerstand, Islam, Palästina und Zionismus“ dient.
Des Weiteren gibt es den am 9. Mai 1988 gegründeten, der Hisbollah nahestehenden Hörfunksender Al-Nour.

## Unterschiedliche Haltungen zum Terrorismuscharakter

### Haltung der UN
Die Vereinten Nationen haben keine allgemeine Liste von Terrororganisationen, sondern lediglich eine Liste von Individuen und Organisationen veröffentlicht, die den Taliban oder al-Qaida nahestehen. Die Hisbollah ist nicht in dieser Liste aufgeführt. Gemäß Resolution 1559 des UN-Sicherheitsrates wäre die Hisbollah allerdings zu einer vollständigen Entwaffnung verpflichtet. Dieser Verpflichtung ist sie bis heute nicht nachgekommen.

### Haltung der EU
In der Liste des EU-Rates der Terrororganisationen vom 15. Juli 2008 war die Hisbollah nicht enthalten. In einem früheren nicht bindenden Beschluss des EU-Parlaments vom 8. März 2005 wurden „eindeutige Beweise für terroristische Aktivitäten der Hisbollah“ festgestellt und es wurde gefordert, dass der „[EU-]Rat alle notwendigen Schritte zur Beendigung ihrer terroristischen Aktivitäten unternimmt“. Der EU-Rat kam dieser Forderung nicht nach. Vom EU-Rat werden Maßnahmen unterstützt, welche auf eine Entwaffnung der Organisation im Rahmen der UN-Resolution 1559 gerichtet sind.
Der EU-Rat setzte am 22. Juli 2013 die Miliz der Hisbollah, nicht aber die ganze Organisation, auf seine Liste der Terrororganisationen. Wie der militärische Arm der Hisbollah abzugrenzen sei von der Gesamtorganisation und wie sich diese Unterscheidung auf mögliche Sanktionen auswirken würde, blieb unklar. Der Hisbollah-Sprecher Ibrahim Mussawi wies die Existenz solcher getrennter Flügel zurück. Als Grund gaben die Außenminister an, dass sich nach Angaben der bulgarischen Behörden die Beweise verdichtet hätten, dass hinter dem Anschlag vom 18. Juli 2012 auf einen Touristenbus in Bulgarien die Hisbollah stecke. Bei diesem Anschlag wurden sieben Menschen, darunter fünf Israelis, getötet.

### Haltung der Arabischen Liga
Die Arabische Liga erklärte die Hisbollah auf einer Sitzung im März 2016 zur Terrororganisation. Der Beschluss wurde ohne Gegenstimme bei Enthaltung des Irak und des Libanon gefasst. Zuvor hatte sich bereits der Golfkooperationsrat unter der Führung Saudi-Arabiens ähnlich entschieden.

### Haltungen Deutschlands und anderer Staaten
Folgende Länder stufen die Hisbollah als Terrororganisation ein: Die USA (siehe Foreign Terrorist Organization), Israel, Kanada, Großbritannien, Argentinien, Paraguay, die Niederlande, Deutschland (seit Dezember 2019, siehe unten), seit dem 6. Januar 2020 Honduras, Guatemala, Kolumbien, Österreich, Tschechien, die Schweiz, Estland, Litauen, Slowenien, Kosovo und Serbien. Im März 2016 erklärte auch die Arabische Liga die Hisbollah zu einer Terrororganisation. Die EU und Australien halten nur die Hisbollah-Miliz als solche – als „militärischen Arm“ der Gruppierung – für eine terroristische Vereinigung. Die libanesische Regierung lehnt es ab, die Hisbollah gewaltsam zu entwaffnen.
Australien sieht die Hisbollah selbst nicht als Terrororganisation, führt aber die Hizballah External Security Organisation als terroristisch:
Hizballah External Security Organisation: Die Hisbollah sieht sich zum bewaffneten Widerstand gegen Israel verpflichtet, dessen Ziel es ist, alle palästinensischen Territorien und Jerusalem von der Besatzung zu befreien. Es wird ein terroristischer Flügel, die External Security Organisation (ESO), unterhalten, um dieses Ziel zu erreichen.
In Deutschland gibt es eine Anhängerschaft unter schiitischen Libanesen und Iranern, die aus ca. 3000 Mitgliedern besteht und deren Zentrum das iranisch-islamische Zentrum Hamburg (IZH) ist. Im Juni 2002 wurde ein Jugend-Zentrum in Berlin eröffnet. Mitte der 1990er Jahre fanden mehrere Operationen seitens des iranischen Geheimdienstes (VEVAK) zur Bekämpfung der iranischen Opposition im Ausland statt, an dem Mitglieder und Anhänger der Hisbollah unter anderem aus Deutschland beteiligt waren. Beim Berliner Mykonos-Attentat waren die Drahtzieher der zu lebenslanger Haft verurteilte Iraner Kazem Darabi und der Libanese Abbas Rhayel, beide seit Mitte der 1980er Jahre in Deutschland lebende Mitglieder der Hisbollah.
Weitere Unterstützung aus Deutschland erfährt die Hisbollah durch rechtsextreme Politiker. Im Jahr 2019 besuchte eine Delegation europäischer Neonazis die Hisbollah-Miliz im Libanon. Darunter befanden sich der Europaabgeordnete Udo Voigt, der der Hisbollah Unterstützung durch europäische Rechte zusicherte sowie Karl Richter, der für die rechtsextreme NPD-Tarnliste „Bürgerinitiative Ausländerstopp“ im Münchner Stadtrat saß. Richter äußerte lobend, es sei „der Betrachtung allemal wert, inwieweit das Erfolgsmodell der Hisbollah auch rechten Parteien in Europa zum Vorbild dienen könnte“.
In Deutschland werden Mitglieder der Hisbollah vom Verfassungsschutz beobachtet und die Organisation wird im Verfassungsschutzbericht 2005 als islamistische, seit Dezember 2019 explizit als terroristische Organisation klassifiziert. Abgeordnete der Knesset und des Bundestages fordern in einem Schreiben im August 2017 an Bundesinnenminister Thomas de Maizière, ein Betätigungsverbot der Organisation in Deutschland zu erlassen. Da jedoch Deutschland als diplomatischer Vermittler zwischen Israel und dem Libanon fungiert, hielt die Bundesregierung lange an ihrer Praxis fest, die Hisbollah nicht als Terrororganisation einzustufen. Erst im November 2019 plante die Bundesregierung ein Betätigungsverbot für die libanesische Terrormiliz Hisbollah in Deutschland. Darauf hatten sich seinerzeit Auswärtiges Amt, Justiz- und Innenministerium geeinigt. Begründet wurde das Verbot damit, dass die Hisbollah eine terroristische Vereinigung sei und das Existenzrecht Israels infrage stelle. Auch der Deutsche Bundestag forderte am 19. Dezember 2019 die Bundesregierung auf, ein solches Verbot für die islamistische Hisbollah zu erlassen. Ein entsprechender Antrag wurde mit den Stimmen von CDU/CSU, SPD und FDP beschlossen. AfD, Linke und Grüne enthielten sich.
Am 30. April 2020 erließ das Bundesinnenministerium ein entsprechendes Verbot, das sich auch auf mehrere als Teilorganisationen eingestufte Vereine erstreckt. Es erstreckt sich auch auf das Imam-Mahdi-Zentrum in Münster, den Moschee-Verein Al-Irschad e. V. in Berlin-Neukölln, die Al-Mustafa-Gemeinschaft in Bremen und die Gemeinschaft libanesischer Emigranten e. V. in Dortmund, die derart eng mit der Hisbollah verbunden waren, dass sie vom Bundesinnenministerium als deren Teilorganisationen eingestuft wurden. Nach Einschätzung des Verfassungsschutzes verfügt die Hisbollah in Deutschland über rund 1050 Anhänger aus dem extremistischen Spektrum. Dadurch sind Aktivitäten und Mitglieder der Miliz in Deutschland ab sofort der kurdischen PKK und der Terrororganisation Islamischer Staat gleichgestellt. Verboten sind somit in Deutschland sämtliche Aktivitäten der Hisbollah; so darf etwa die Fahne der libanesischen Terrormiliz (grünes Gewehr auf gelbem Grund) nicht mehr gezeigt werden.

### Sunnitisch-schiitische Konflikthaltung
Von der sunnitischen al-Qaida, die Schiiten als Ungläubige ansehen, wird die Organisation oft als Hisballat bezeichnet, was Partei al-Lats bedeutet. Al-Lāt war eine arabische Göttin aus vorislamischer Zeit.
Von der iranischen, syrischen und libanesischen
Regierung wird die Hisbollah als rechtmäßige Widerstandsorganisation angesehen.

### Artikel
- „Wir sind das Immunsystem des Libanon“ (Memento vom 17. Januar 2009 im Internet Archive) – Interview mit einem Funktionär von „Dschihad al-Bina“, der Wiederaufbauorganisation der Hizbullah, Powimag.de, 26. Februar 2008
- Kathryn Westcott: „Who are Hezbollah?“, BBC News Online, 4. April 2002 (englisch)
- Bemerkungen des Verfassungsschutzes von Mecklenburg-Vorpommern (Memento vom 8. September 2005 im Internet Archive)
- Mit Irans Hilfe zum Machtfaktor, Focus, 18. Juli 2006
- Clemens Wergin: „Wie Hisbollah kämpft: Der Tod kommt aus der Garage“ (Memento vom 1. Januar 2008 im Internet Archive), Tagesspiegel, 1. August 2006 (zur asymmetrischen Kriegführung)
- „A Disciplined Hezbollah Surprises Israel With Its Training, Tactics and Weapons“, New York Times, 7. August 2006
- „Die Hisbollah“ – Zwischen Dschihad und Mandat. Teil I: Verwurzelung und Entstehung Telepolis 24. August 2006
- „Strippenzieher oder am Gängelband?“ – Die Hisbollah zwischen Dschihad und Mandat. Teil 2: Von libanesisch bis panislamisch – die rätselhafte Identität der „Partei Gottes“ Telepolis, 26. August 2006
- „Die „Libanonisierung“ der Hisbollah – Die „Partei Gottes“ zwischen Jihad und Mandat. Teil III: Eintritt in die politische Arena“, Telepolis, 29. August 2006
- „Die Waffenlager der Hisbollah sind wieder gefüllt“, Telepolis, 26. November 2006
- Hisbollah-Aktivisten in Hamburg – Erkenntnisse des Verfassungsschützer: Der Terrororganisation werden in der Stadt mindestens 25 Anhänger zugerechnet. Treffpunkt der Hisbollah-Anhänger ist laut Verfassungsschutz das Islamische Zentrum der Imam-Ali-Moschee., Hamburger Abendblatt, 24. Juli 2006
- Tony Badran: Hezbollah’s Agenda in Lebanon. Hudson Institute, 16. Mai 2009
- Sandro Serafin: Wer ist die Hisbollah? In: Israelnetz, 19. Januar 2024, abgerufen am 18. Februar 2024.

### Aufsätze
- Peita Davis: Filling the Void: Hizbullah’s State Building in Lebanon. School of Economics and Political Science, University of Sydney, Oktober 2007 (PDF-Datei; 600 kB)